# Gabriel del Orbe
 (septembre 2022).
Gabriel del Orbe Castellanos, né le 18 mars 1888 à Moca en République dominicaine et mort le 5 mai 1966 à Concepción de La Vega, est un violoniste, pianiste et compositeur dominicain. Il composa notamment plusieurs musiques et pièces pour violon et piano.

## Biographie
Gabriel del Orbe commença à étudier le violon avec son père dès l'âge de trois ans. Le 9 mars 1896, à quelques jours de ses 8 ans, il commença les cours de musique à Santiago de los Caballeros. Doué pour le violon, il entame une tournée en Amérique latine comme un jeune prodige virtuose. Il joue à Caracas (Venezuela), puis au théâtre national de La Havane (Cuba), à Port-au-Prince (Haïti) et dans son pays à San Juan.
En 1907, il intégra l'École supérieure de musique de Leipzig en Allemagne. En 1909, il devint élève de la prestigieuse Académie des arts de Berlin. Il eut comme professeur de violon le maître violoniste français Henri Marteau.
En 1936, Gariel des Orbe fut accompagné par la violoniste haïtienne Carmen Brouard lors d'un concert donné à Port-au-Prince, sous le patronage du président d'Haïti Sténio Vincent au Cercle Port-Au-Princien. Gabriel del Orbe écrivit : « Je suis enchanté d'avoir eu l'honneur de faire la connaissance d'une artiste comme Madame Carmen Brouard, un orgueil de notre race… ». Son frère Carl Brouard écrira plus tard : « Ma sœur Carmen, tes doigts aériens qui accompagnaient le bel artiste Gabriel del Orbe avaient à peine cessé de voler sur les blanches touches qu'au Cercle Port-Au-Princien, jusqu'à trois heures du matin, ceux et celles qui se disent tes amis te déchiraient à belles dents… Tu le sus et gardas ton sourire serein répondant avec courtoisie aux plus sincères compliments… ».